# 贊德語支
贊德語支分布於剛果民主共和國、南蘇丹以及中非共和國，底下包含了數個相關的語言。其中使用人數最多的語言是贊德語，目前共有超過百萬名使用者。

## 語支
Per Boyd於1988年給出了以下的分類：
- 巴蘭布–潘比亞語支：巴兰布语、潘比亞語、恩加拉語
- 贊德–恩扎卡拉語支：蓋梅語、恩扎卡拉語、贊德語

## 分類
贊德語支曾被劃分於Ubangian languages內，但理由並不充足。目前尚不能確定它是否是尼日-剛果語系的成員，也不清楚應該將其歸類於其下的哪個分類。